# Kitkehahki
Kitkehahki (="on a hill", Grinnell; isto Republican Pawnee) je jedna od četiri nezavisne konfederirane bande Pawnee Indijanaca u području rijeke Republican, pritoci Kansas u Kansasu, po kojoj su poznati i kao Republican Pawnee, porodica Caddoan, i gdje su se jedno vrijeme nalazila njihova sela. Prema arheološkim nalazima ova banda imala je 1820. 2.000 stanovnika oko 1,000 stanovnika po zimi i četrdesetak polupodzemnih nastambi, od kojih se 22 još sačuvalo. Selo Kitkehahkija napušteno je negdje 1830.-tih, kako se navodi zbog istrošenosti zemlje, i manjka drveta, a oni su se pokrenuli prema sjeveru, bliže ostalim Pawnee skupinama. Selo je kasnije spaljeno, a na njegovom mjestu danas se nalazi Pawnee Indian Museum State Historic Site.
Njihova sela bila su uvijek zapadno od Chauija. Godine 1857. utemeljen je rezervat na rijeci Loup gdje su smješteni, ali su kao i Chaui već 1875. preseljeni u Oklahomu, da bi 1892. postali građani SAD-a
Sami Kitkehahki bili su međusobno podijeljeni na Great Kitkehahki,  Little Kitkehahki i Blackhead Kitkehahki.